# یاکولژه
یاکولژه (به لاتین: Jakovlje) یک منطقهٔ مسکونی در کرواسی است که در شهرستان زاگرب واقع شده‌است. یاکولژه ۳۵٫۷ کیلومتر مربع مساحت و ۳٬۹۳۰ نفر جمعیت دارد.